# Relaciones México-Mauricio

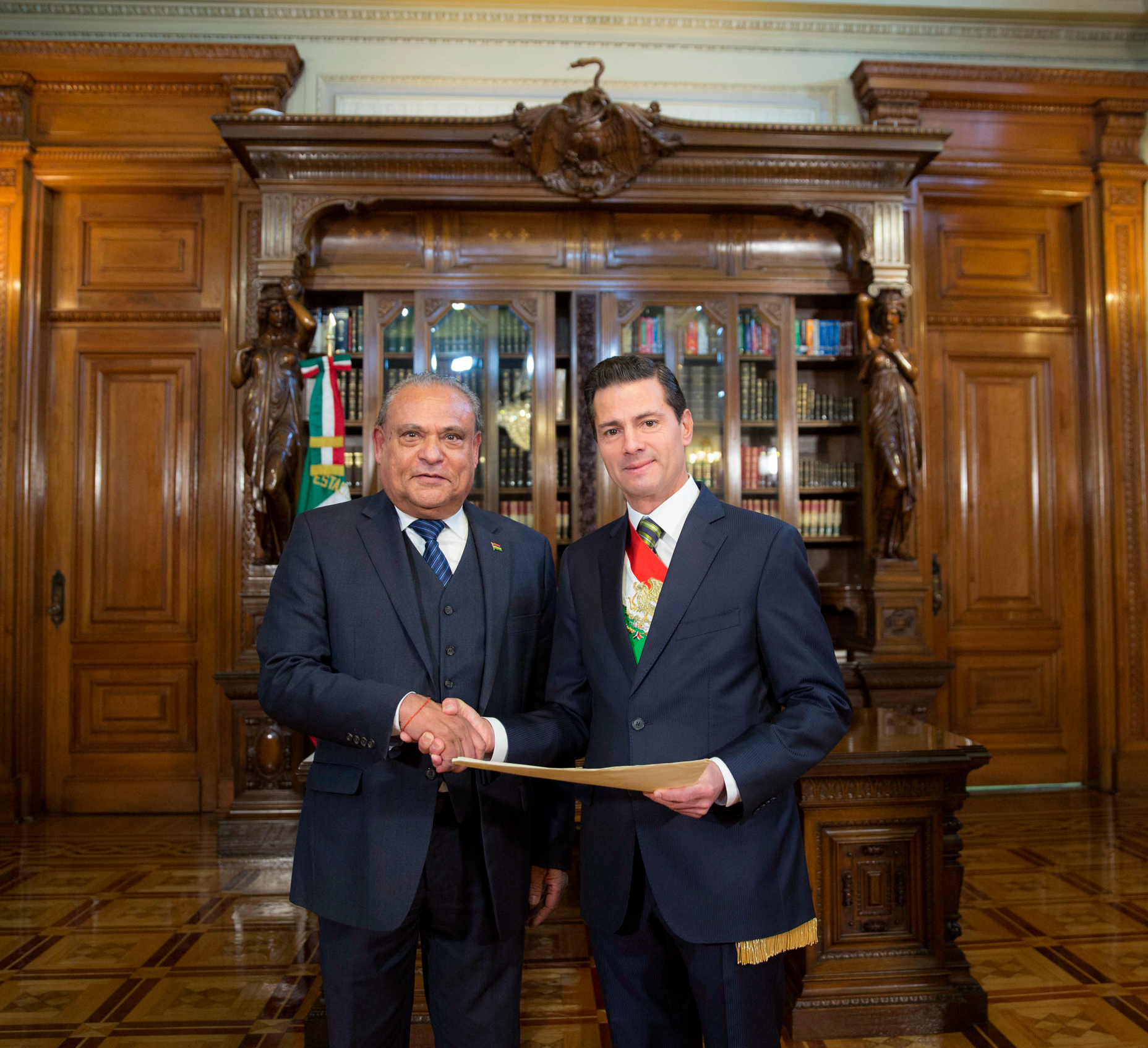
El embajador de Mauricio no-residente, Sooroojdev Phokeer, con el presidente mexicano Enrique Peña Nieto en la Ciudad de México, octubre de 2018.

Las naciones de Mauricio y México establecieron relaciones diplomáticas en 1976. Ambas naciones son miembros de las Naciones Unidas.

## Historia
Mauricio y México establecieron relaciones diplomáticas el 30 de julio de 1976. Los vínculos se han desarrollado principalmente en el marco de foros multilaterales. En 2009, México estableció un consulado honorario en la capital mauriciano de Port Louis.
En noviembre de 2010, el gobierno de Mauricio envió una delegación de 3 miembros para asistir a la Conferencia de las Naciones Unidas sobre el Cambio Climático de 2010 en Cancún, México.

## Misiones Diplomáticas
- Mauricio está acreditado ante México a través de su embajada en Washington D. C., Estados Unidos.[3]
- México está acreditado ante Mauricio a través de su embajada en Pretoria, Sudáfrica y mantiene un consulado honorario en Port Louis.[4]